# Linia kolejowa nr 574
Linia kolejowa nr 574 – magistralna, zelektryfikowana, jednotorowa linia kolejowa łącząca stację techniczną Radzice ze stacją Idzikowice.
Linia stanowi łącznicę między Centralną Magistralą Kolejową a linią kolejową Tomaszów Mazowiecki – Radom i umożliwia przejazd pociągów z Tomaszowa Mazowieckiego w kierunku Opoczna.